# Dichtzet

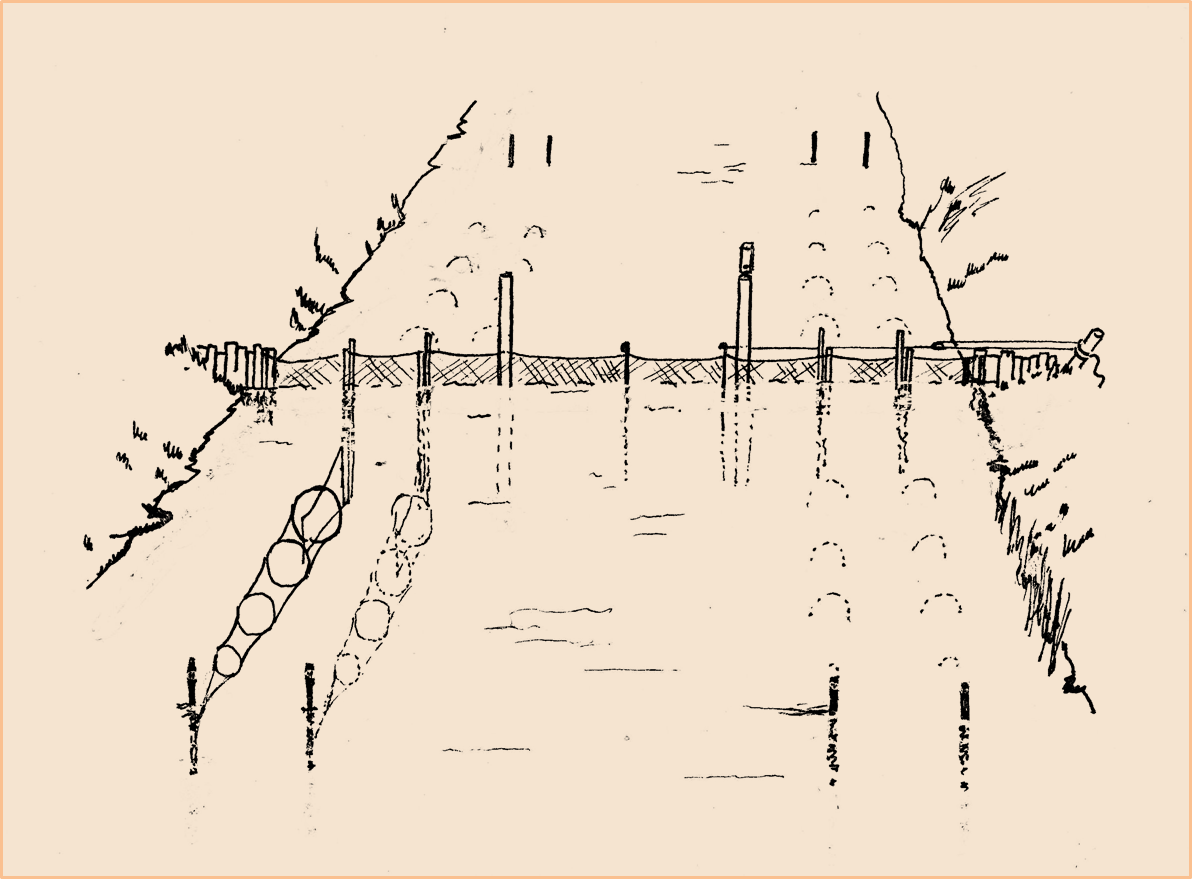
Schets van een eenvoudige dichtzet

Een dichtzet is een stelsel van palen, netten en fuiken dwars in een vaart of kanaal, waarmee de doorgang voor vissen wordt afgesloten en ze naar de fuiken worden geleid.

## Historie
De vistechniek van de dichtzet is al heel oud en wereldwijd in gebruik, meestal onder de naam visweer. In 2013 werd bij Almere een 4400 jaar oude visweer ontdekt, de grootste in Europa tot dat moment. Het bouwwerk bestond uit palen waartussen gevlochten matten van takken of wilgentenen waren geplaatst. De vissen werden geleid naar het einde van de constructie, waar in de matten enkele uitsparingen zaten, waarachter fuiken van wilgentenen waren geplaatst. In 1996 waren bij de Hoge Vaart in Almere al drie kleine visweren van 6000 jaar oud ontdekt.
Vanaf de middeleeuwen worden in plakkaten visdammen genoemd die volgens hetzelfde principe werkten: de waterloop versmallen en de vis leiden naar de fuik. Reden voor de vermelding was meestal een beperking of een verbod van de visdam, omdat anders de doorstroming van het water of de doorvaart voor schepen belemmerd zou worden. 

Voor de visserij op aal werd een van de visdammen afgeleide vistechniek ontwikkeld: de dichtzet. De doorgang voor de aal werd versperd door netwerk aan palen. Dit systeem was in verschillende Nederlandse provincies in gebruik, maar het werd algemeen beschouwd als een voor Friesland karakteristieke techniek.

## Constructie

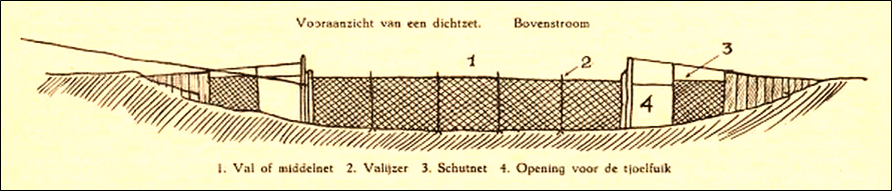
De verschillende onderdelen van een dichtzetvisserij

De doorvaartbreedte van een dichtzet wordt bepaald door twee forse palen of stokken die op de voorgeschreven afstand in het water staan. Daartussen wordt het middelnet of valnet met valijzers geplaatst. Onderaan het valnet komt een strook van 15 tot 20 mazen breed voorzien van lood, waarmee eventuele kuilen en oneffenheden in de bodem worden afgedekt. Het valnet kan vanaf de wal worden neergelaten en weer opgetrokken.

Van de palen naar de wal worden aan stokken vaste schutnetten geplaatst. Als de wal schuin afloopt worden er meestal enkele planken in de wal gezet. Het net en de planken moeten ongeveer dertig centimeter boven het waterniveau uitsteken om te verhinderen dat de aal over het net weet te komen.
 
Haaks op de schutnetten plaatst de visser zijn fuiken. Meestal hebben die één vleugel. Het kwam ook voor dat er voor een uitgespaarde opening in het schutnet een fuik zonder vleugel direct tegen het schutnet werd geplaatst, een zogenoemde tjoelfuik.

## De dichtzetvisserij
Het vissen met de dichtzet vond hoofdzakelijk plaats in de nazomer en de herfst als de vette, zilverkleurige schieraal van zoet naar zout water trekt en de Sargassozee opzoekt. De minder vette rode aal is in het opgroeistadium tussen glasaal en schieraal en komt dan voor in het binnenwater en het kustwater. In de fuiken bij de dichtzet kwamen beide soorten terecht. De prijs voor schieraal is in het algemeen hoger dan die voor rode aal. Omdat de schieraal vooral ’s nachts trekt kan het valnet overdag naar beneden zodat eventuele schepen kunnen passeren. De fuiken worden meestal vroeg in de ochtend geleegd.

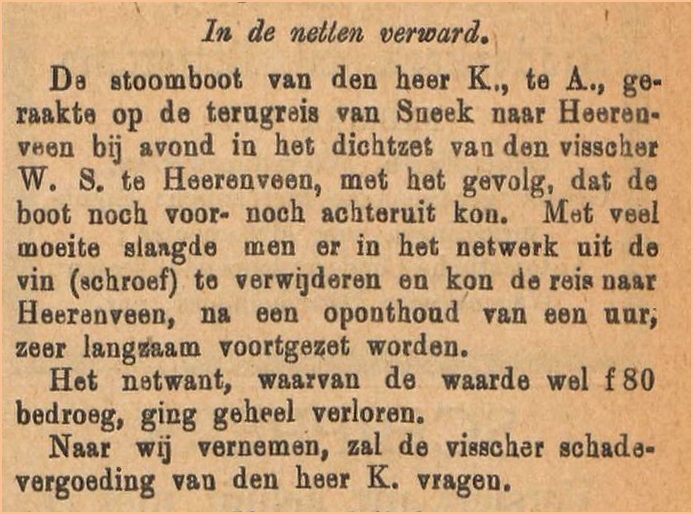
tijdschrift Schuttevaer 1 september 1906

## Dichtzet en scheepvaart
Een dichtzet in vaarwater moest aan bepaalde eisen voldoen. ’s Nachts moest hij worden verlicht met twee helder brandende lantaarns. Vanaf 1934 moest een van deze lantaarns twee rode en twee groene glasvensters hebben. Bij donker moet in beide vaarrichtingen het rode licht te zien zijn als het valnet staat. Als een schip nadert moet de visser het valnet laten zaken en de lantaarn zo draaien dat het groene licht over het water schijnt.
De visser moest dus ’s nachts de wacht houden bij zijn dichtzet. Hij overnachtte dan in een woonark of een schuurtje op de wal. Als de schipper het rode licht zag, dan moest hij een signaal geven aan de visser zodat die tijdig het valnet kon laten zakken.
 
Er is een systeem in gebruik geweest dat ervoor zorgde dat bij nadering van een schip het valnet automatisch neerging en dat er een belletje ging om de slapende visser te wekken, zodat hij na het passeren van het schip het valnet weer kon ophalen. Ondanks deze maatregelen kwam het toch wel voor dat een schip over het valnet voer. Bij het Friese Suwald staat sinds 2009 een dichtzet in een vaart waarvan het valnet automatisch zakt bij nadering van een boot en weer automatisch omhoog komt na de passage.

## Terugloop
Met het teruglopen van de hoeveelheid aal in de Nederlandse binnenwateren liep ook het aantal dichtzetten terug. Waren er in 1930 nog 200 dichtzetten in gebruik in Friesland, in 2013 gebruikten nog vijf Friese beroepsvissers een dichtzet.